# Hvorfor flygte fra det du ved du ikke kan flygte fra ?
|  | Denne artikel er oprettet af botten PalnaBot ud fra en ekstern database. Den kan derfor have sproglige fejl eller mangler. Denne skabelon kan fjernes efter kontrol af indholdet. |

Hvorfor flygte fra det du ved du ikke kan flygte fra ? er en film instrueret af Lars von Trier.

## Handling
En dreng køres ned af en lastbil. En anden dreng ser det, men løber skrækslagen væk, ned ad en stejl trappe, videre gennem landskabet til å, som han svømmer panisk ud i. Den døde dreng ligger på fortovet, nu med en mumieagtig forbinding om hovedet og med brændende lys på fliserne. Mens man hører en præst, der beder under en gudstjeneste, rejser han sig op og forfølger og indhenter den flygtende dreng (kilde: Peter Schepelerns bogLars von Triers elementer - en filminstruktørs arbejde, 1997).